# Selina Büchel
Selina Büchel (Mosnang, 26 luglio 1991) è un'ex mezzofondista svizzera, specializzata negli 800 metri piani.

## Biografia
In carriera ha conquistato due volte il titolo continentale indoor negli 800 m piani, prima a Praga 2015 e poi a Belgrado 2017.
Ha rappresentato la Svizzera ai Giochi olimpici estivi di Rio de Janeiro 2016, dove è stata eliminata in semifinale negli 800 m piani.
Negli 800 m piani ha stabilito anche i primati nazionali all'aperto (1'57"95) e indoor (2:00.38).
Si è ritirata dalle competizioni agonistiche nel novembre 2022, all'età di 31 anni, a causa delle conseguenze del COVID-19, contratto nel 2021.

## Progressione

### 800 metri piani
| Stagione | Tempo   | Luogo     | Data      | Rank. Mond. |
| -------- | ------- | --------- | --------- | ----------- |
| 2015     | 1'57"95 | Parigi    | 4-7-2015  | 4ª          |
| 2014     | 2'01"42 | Oslo      | 2-8-2014  | 64ª         |
| 2013     | 2'01"66 | Amsterdam | 31-8-2013 | 86ª         |
| 2010     | 2'05"95 | Mannheim  | 4-7-2010  |             |
| 2009     | 2'06"20 | Novi Sad  | 23-7-2009 |             |

### 800 metri piani indoor
| Stagione | Tempo   | Luogo        | Data      | Rank. Mond. |
| -------- | ------- | ------------ | --------- | ----------- |
| 2017     | 2'00"38 | Novi Beograd | 5-3-2017  |             |
| 2015     | 2'01"87 | Düsseldorf   | 29-1-2015 | 8ª          |
| 2014     | 2'00"93 | Sopot        | 7-3-2014  | 5ª          |
| 2013     | 2'01"64 | Göteborg     | 2-3-2013  | 13ª         |

## Palmarès
| Anno | Manifestazione    | Sede           | Evento      | Risultato  | Prestazione | Note                          |
| ---- | ----------------- | -------------- | ----------- | ---------- | ----------- | ----------------------------- |
| 2009 | Europei juniores  | Novi Sad       | 800 m piani | 7ª         | 2'06"20     | Miglior prestazione personale |
| 2010 | Mondiali juniores | Moncton        | 800 m piani | Semifinale | 2'07"20     |                               |
| 2011 | Europei U23       | Ostrava        | 800 m piani | 5ª         | 2'04"25     |                               |
| 2013 | Europei indoor    | Göteborg       | 800 m piani | Semifinale | 2'01"64     | Miglior prestazione personale |
| 2013 | Europei U23       | Tampere        | 800 m piani | Bronzo     | 2'02"74     | Miglior prestazione personale |
| 2014 | Mondiali indoor   | Sopot          | 800 m piani | 4ª         | 2'01"06     |                               |
| 2014 | Europei           | Zurigo         | 800 m piani | Semifinale | 2'01"80     |                               |
| 2015 | Europei indoor    | Praga          | 800 m piani | Oro        | 2'01"95     |                               |
| 2015 | Mondiali          | Pechino        | 800 m piani | Semifinale | 1'58"63     |                               |
| 2016 | Europei           | Amsterdam      | 800 m piani | 4ª         | 2'00"46     |                               |
| 2016 | Giochi olimpici   | Rio de Janeiro | 800 m piani | Semifinale | 1'59"35     |                               |
| 2017 | Europei indoor    | Belgrado       | 800 m piani | Oro        | 2'00"38     | Record nazionale              |
| 2017 | Mondiali          | Londra         | 800 m piani | Semifinale | 1'59"85     |                               |
| 2018 | Mondiali indoor   | Birmingham     | 800 m piani | 6ª         | 2'03"01     |                               |
| 2018 | Europei           | Berlino        | 800 m piani | 7ª         | 2'02"05     |                               |
| 2019 | Europei indoor    | Glasgow        | 800 m piani | Semifinale | 2'02"98     |                               |
| 2019 | Mondiali          | Doha           | 800 m piani | Batteria   | 2'03"38     |                               |
| 2021 | Europei indoor    | Toruń          | 800 m piani | Semifinale | 2'07"47     |                               |

## Altre competizioni internazionali
2013
- Bronzo agli Europei a squadre (first league) ( Dublino), 800 m piani - 2'03"80